# Louis-Antoine de Bougainville

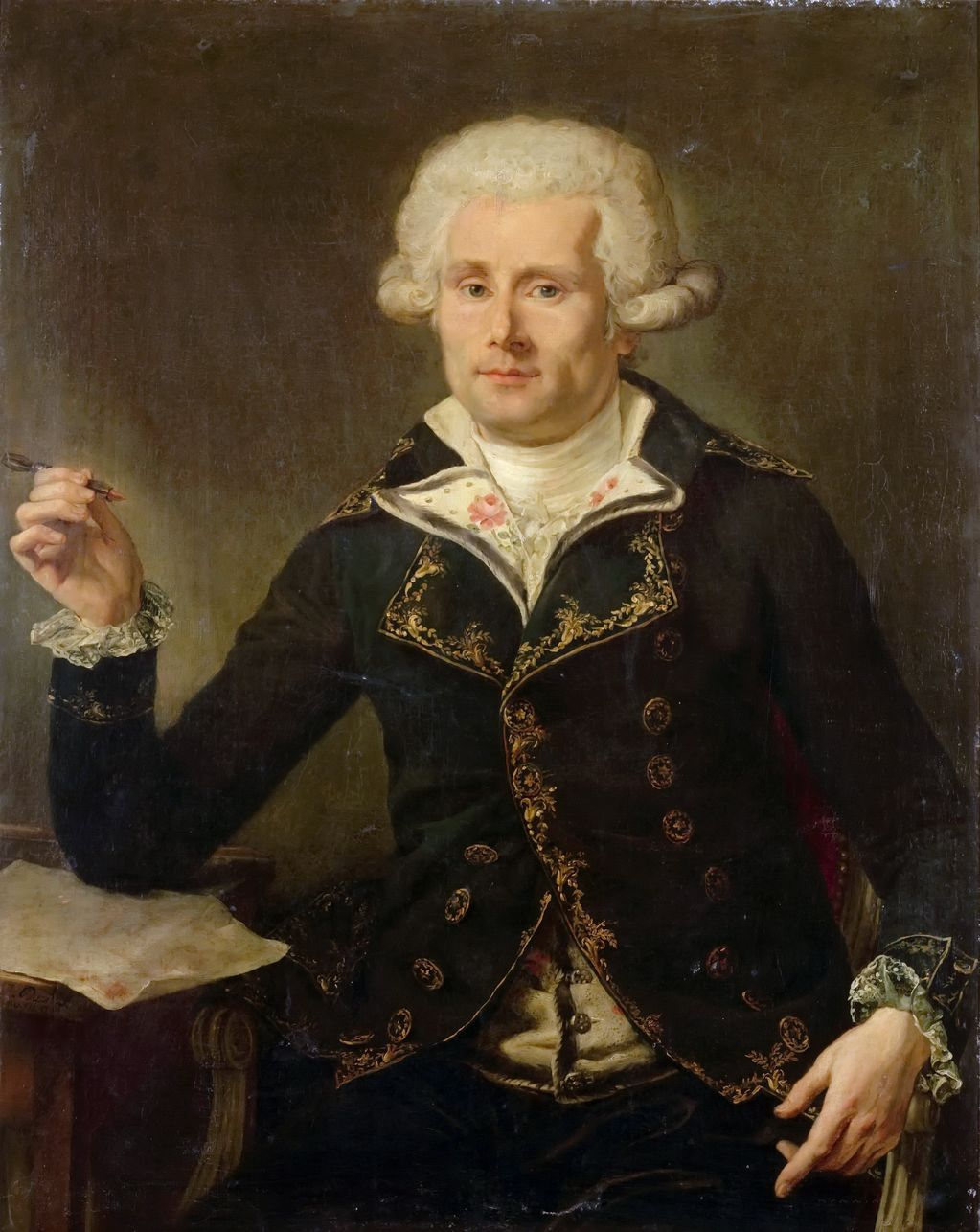
Louis Antoine de Bougainville, Gemälde von Joseph Ducreux 1790

Louis-Antoine de Bougainville (* 11. November 1729 in Paris; † 31. August 1811 ebenda) war ein französischer Offizier.

## Leben und Wirken

### Herkunft und Ausbildung
Bougainvilles Eltern waren Yves Pierre de Bougainville (1686–1754), ein Notar, und Marie Françoise Darboulin († 1734). Jean-Pierre de Bougainville und Marie Françoise Charlotte de Bougainville (1724–1813) waren seine Geschwister. Sein Vater wurde 1741 formell in den Adelstand erhoben, als er zum stellvertretenden Bürgermeister von Paris ernannt wurde.
1750 ist Bougainville als Mitglied des Regiments der Schwarzen Musketiere gelistet. 1753 wurde er Adjutant im Picardie-Regiment. Bougainville wurde General François de Chevert empfohlen und diente ab April 1754 als dessen Aide-de-camp. Im Oktober 1754 wurde er in London Sekretär des außerordentlichen Botschafters Gaston Pierre de Lévis. Im Februar 1755 kehrte Bougainville nach Frankreich zurück, wurde zum Leutnant des Apchon-Regiments (Régiment d’Apchon) befördert und nahm seinen Dienst für Chevert wieder auf. Am 27. Februar 1756 wurde er zum Capitaine befördert.
1754 und 1756 wurde sein zweiteiliger Traktat Traité du calcul intégral über Integral- und Differentialrechnung veröffentlicht.

### Einsatz im „Franzosen- und Indianerkrieg“ (1756–1763)
Als Louis-Joseph de Montcalm zum Kommandant der französischen Truppen in Neufrankreich ernannt wurde, wurde Bougainville zu dessen Aide-de-camp. Von Brest aus verließen beide am 3. April 1756 an Bord der Licorne Frankreich. Bougainville, bis dahin ohne Kampferfahrung, nahm an zahlreichen Gefechten des Franzosen- und Indianerkrieges (1756–1763) teil. Im August 1756 war er an der Eroberung von Fort Oswego beteiligt und am 3. August 1757 an der von Fort William Henry. Am 8. Juli 1758 wurde Bougainville bei der Schlacht um Fort Carillon verwundet.
Im September 1758 entschieden Gouverneur Pierre de Rigaud de Vaudreuil und Montcalm einen Offizier nach Frankreich zu schicken, um über die aktuelle Lage zu berichten und um Unterstützung zu bitten. Die Wahl fiel auf Bougainville und Michel-Jean-Hugues Péan (1723–1782). Von Québec aus brach Bougainville am 15. November 1758 an Bord der Victoire, die unter dem Kommando von Nicolas Pierre Duclos-Guyot (1722–1794) stand, auf. Er landete Anfang 1759 in Morlaix. Bougainville wurde zum Oberst befördert und zum Ritter des Saint-Louis-Ordens ernannt, konnte aber in der Sache nur wenig ausrichten. Am 28. März 1759 machte er sich von Bordeaux aus mit der Chézine auf den Rückweg und war am 10. Mai wieder zurück in Québec.
Im Vorfeld der Belagerung von Québec (26. Juni bis 18. September 1759) wurde Bougainville kurz nach seiner Rückkehr gemeinsam mit Anne-Joseph-Hippolyte de Maurès de Malartic (1730–1800) beauftragt Verteidigungsstellungen rund um Québec auszukundschaften. Im Juni 1759 wurde er Kommandeur eines Lagers in Beauport. Nach dem erfolglosen Angriff der Engländer auf das Lager am Montmorency wurde Bougainville beauftragt die Versorgungswege zwischen Québec und Montreal zu sichern. Es gelang ihm Landungsversuche der Engländer in Pointe-aux-Trembles (Neuville), Deschambault und Saint-Augustin zu vereiteln. Am 13. September konnten die von James Wolfe geführten Truppen in der kleinen Bucht Anse au Foulon, unweit von Québec, Fuß fassen, die zur Schlacht auf der Abraham-Ebene führte, in die Bougainville nicht mehr eingreifen konnte. Die Anführer der Kontrahenten Wolfe und Montcalm starben während dieser Schlacht. Fünf Tage später kapitulierte die französische Garnison in Québec.
Im Winter 1759/1760 leitete Bougainville Operationen, die sich gegen die englische Garnison von Québec richteten. Anfang März 1760 ernannte ihn Vaudreuil zum Kommandeur eines Abschnittes um die Insel Île aux Noix im Fluss Richelieu. Von dort musste Bougainville sich am 27. August zurückziehen. Bei den Verhandlungen über die Übergabe Montreals an die Engländer fungierte er am 7. September als Bote zwischen Vaudreuil und Jeffrey Amherst. Bougainville wurde gefangen genommen. Nachdem er einen Eid geleistet hatte zukünftig nicht mehr militärisch aktiv zu werden, durfte er nach Frankreich zurückkehren.
Am 16. Februar 1761 wurde Bougainville von diesem Eid wieder entbunden. Im Juli 1761 wurde er zum Aide-de-camp von Étienne-François de Choiseul ernannt. Er wurde, wie François-Charles de Bourlamaque (1716–1764) und François-Gaston de Lévis, an die deutsche Front am Niederrhein geschickt, wo die französischen Truppen unter dem Kommando von Charles de Rohan standen. Im August 1761 wurde er dabei verwundet.

### Versuchte Inbesitznahme der „Islas Malvinas“ (Falklandinseln)

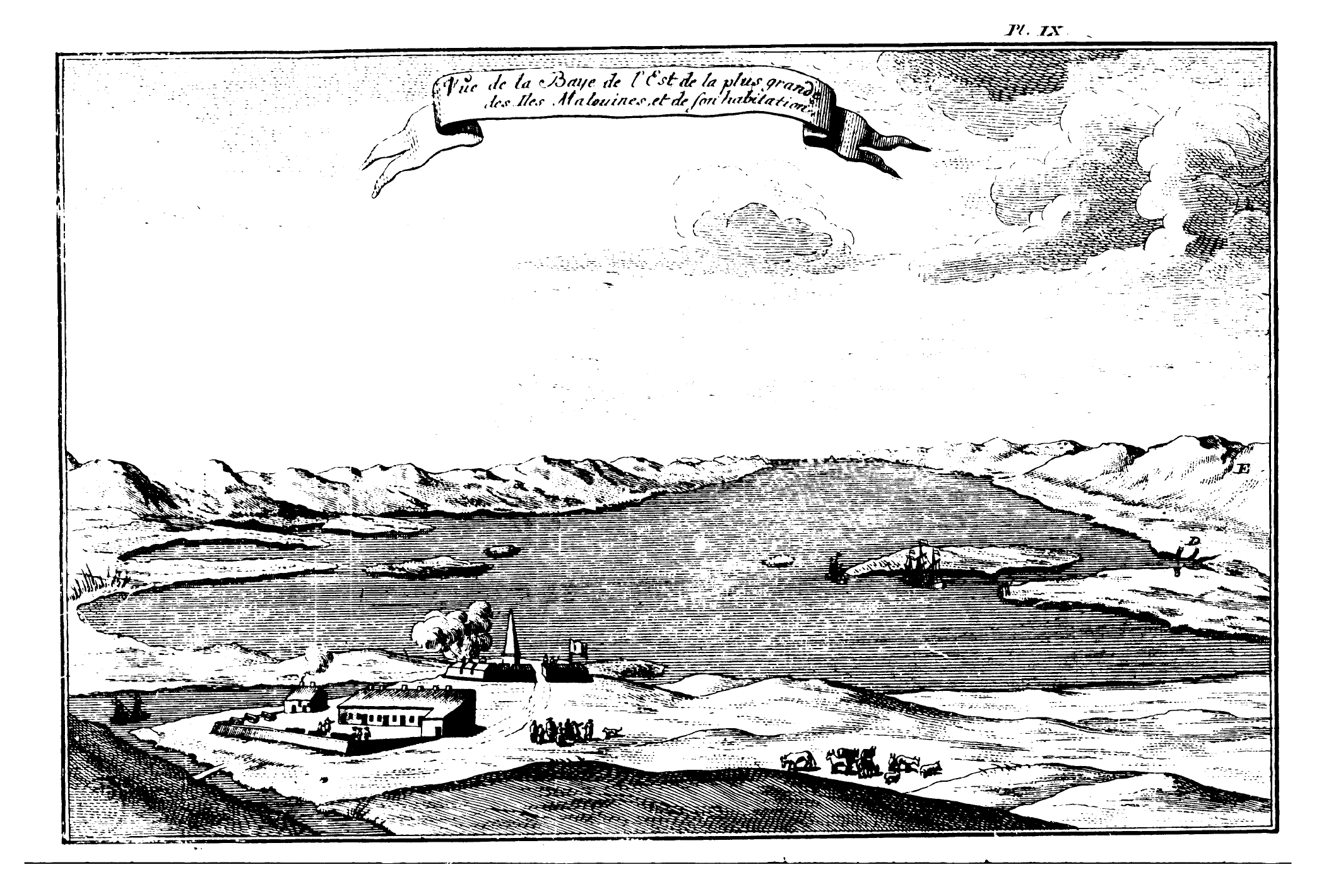
Ansicht der errichteten Siedlung (1769)

Am 15. September 1763 verließen die 26-Kanonen-Fregatte Aigle und die 12-Kanonen-Korvette Sphinx den Hafen von Saint-Malo. Der Bau der beiden Schiffe wurde von der Anfang Februar 1763 gegründeten Compagnie de Saint-Malo finanziert, deren Hauptanteilseigner Bougainville selbst, sein Onkel, der jüngere Bruder seiner Mutter, Jean-Potentien Darboulin und sein Cousin Michel-Francois Bougainville de Nerville, ein Barrister, waren. Mit einer kleinen Einlage war ein Freund der Familie Bougainville, Claude-Henry Feydeau de Marville (1705–1787), beteiligt. Die Aigle stand unter dem Kommando von Nicolas Pierre Duclos-Guyot. Sein Bruder Alexandre Michel Duclos-Guyot war sein Stellvertreter. Der Benediktiner Antoine-Joseph Pernety (1716–1801) bekleidete den Posten des Schiffskaplans und Naturforscher, Anne-François-Victor L'Huillier de la Serre (1733–1790) den des Ingenieurgeographen. Die Sphinx wurde von Francois Chenard de la Giraudais (1727–1776) kommandiert. Charles-Malo Tison war sein Stellvertreter. Mit an Bord war eine Gruppe von zwei aus Akadien vertriebene Familien, die aus elf Personen bestand. Eine dritte Familie verließ die Aigle kurz vor der endgültigen Abreise.
Am 29. November sichtet die Aigle die vor der brasilianischen Küste gelegene Insel Santa Catarina. Am 28. Dezember lief die Aigle in den spanischen Hafen von Montevideo ein. Drei Tage später traf die an einem Felsen der Abrolhos-Inseln beschädigte Sphinx ebenfalls dort ein. Bei der am 2. Januar 1764 durch den spanischen Gouverneur José Joaquín de Viana durchgeführten Befragung über den Zweck seiner Reise blieb Bougainville vage. Für die Versorgung der geplanten Kolonie erwarb Bougainville Rinder, Schafe, Schweine sowie Pferde und verließ 14 Tage später Montevideo.
Am 3. Februar 1764 ankerten die Schiffe in der zu den Falklandinseln gehörenden Bucht Berkeley Sound. Dort gründete Bougainville die Siedlung Port Louis. In einer am 5. April durchgeführten Zeremonie wurde die gesamte Insel zum Besitztum Frankreichs erklärt. Drei Tage später trat Bougainville an Bord der Aigle die Rückreise nach Frankreich an, wo er am 25. Juni eintraf. Die Siedlung, die nun unter dem Kommando seines Cousins Michel-Francois Bougainville de Nerville stand, bestand zum Zeitpunkt seiner Abreise aus 29 Personen. Die Sphinx hatte die Siedlung bereits am 5. April verlassen, um nach Guadeloupe zu segeln. Sie kehrte am 28. August nach Frankreich zurück.

### Weltumseglung (1766–1769)

Route der Weltumseglung (1766–1769)

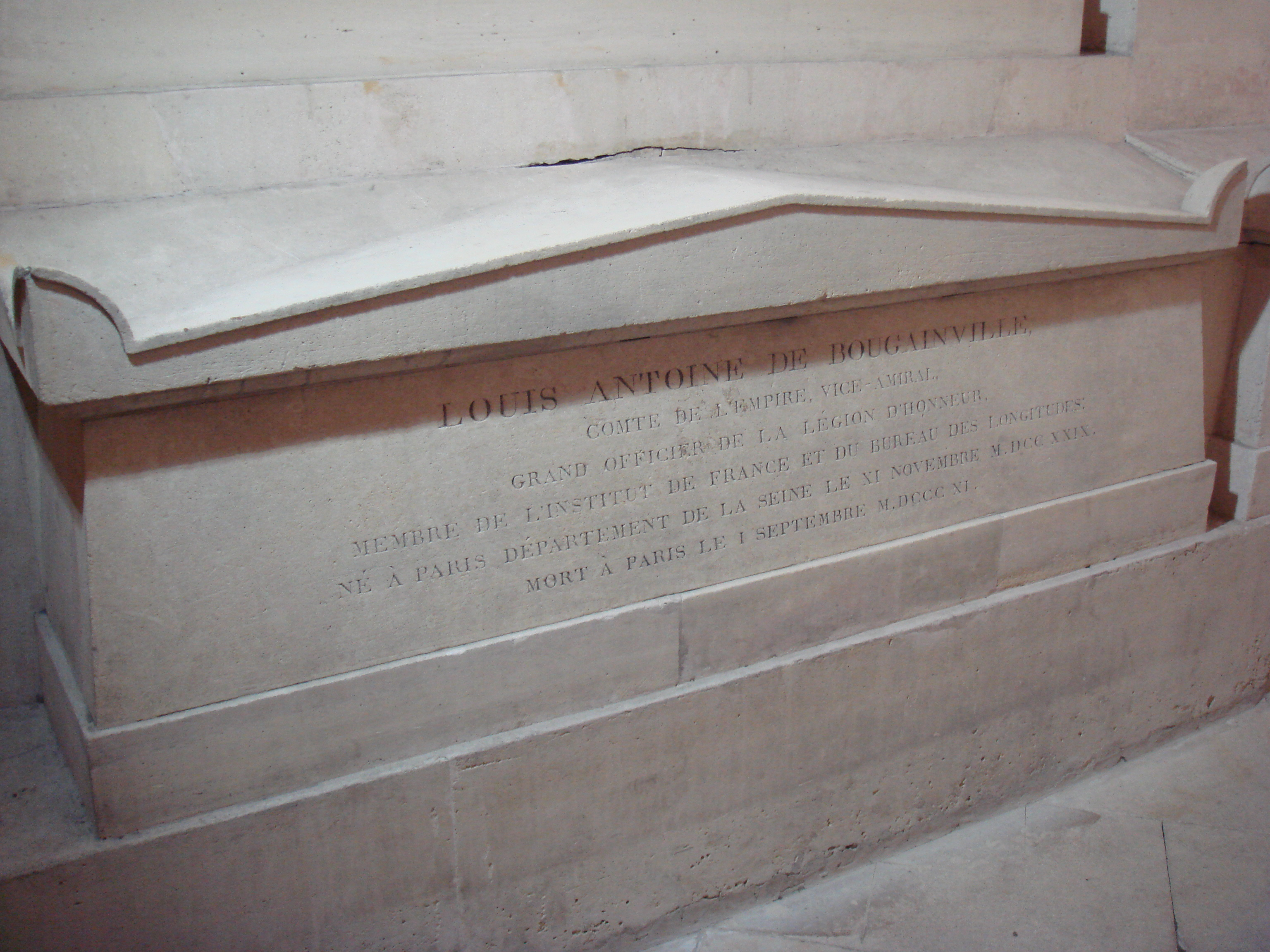
Bougainvilles Grabmal im Pariser Panthéon

Im Jahr 1766 erhielt Bougainville von der französischen Regierung unter Ludwig XV. den Auftrag die Welt zu umsegeln. Zu dieser Zeit befanden sich die europäischen Seefahrer noch auf der Suche nach dem „Südkontinent“.
Zu Bougainvilles Weltumseglung gehörten die Fregatte Boudeuse und der Fleute Étoile, ein Versorgungsschiff. Am 1. November 1766 traf Bougainville in Begleitung des Prinzen von Nassau-Siegen in Nantes ein. Vier Tage später begaben sie sich auf der Loire über Paimbœuf nach Mindin, wo die Boudeuse auf die Reise vorbereitet wurde. Am 15. November stachen sie von Mindin aus in See. Zwei Tage später gerieten sie in einen heftigen Sturm, bei dem unter anderem der Hauptmast beschädigt wurde. Bougainville musste daher am 21. November in den Hafen von Brest einlaufen, um Reparaturen vorzunehmen. Zusätzlich zu den Reparaturen wurden einige Umbauten am Schiff vorgenommen. Am 5. Dezember begannen sie mit der Überquerung des Atlantiks. Die Étoile verließ am 1. Februar 1767 den Hafen von Rochefort. Mit an Bord waren der Naturforscher Philibert Commerson, dessen als Mann verkleidete Assistentin Jeanne Baret und der Astronom Pierre-Antoine Véron (1736–1770).
Nach einer ereignislosen Überfahrt erreichte die Boudeuse am 31. Januar 1767 Montevideo und ankerte im Río de la Plata. Bougainville begab sich sofort nach Buenos Aires, um die letzten Details der Übergabe der Kolonie auf den Îles Malouines an die Spanische Krone zu klären. Am 1. März brach die Boudeuse, begleitet von den spanischen Fregatten Esmeralda und Liebre und der Tartane Nuestra Señora de los Remedios, in Richtung der Îles Malouines auf, die sie am 22. März erreichte. Die formelle Übergabe der Siedlung fand am 1. April statt. Bougainville wartete hier bis zum 1. Juni auf die Ankunft der Étoile. Die Étoile hatte mittlerweile Montevideo erreicht und erhielt Befehl nach Rio de Janeiro weiterzusegeln, wo sie am 13. Juni 1767 eintraf. Eine Woche später waren beide Schiffe vereint.
1768 erreichten die Schiffe den Pazifik. Am 6. April 1768 trafen die beiden Schiffe an der Ostküste von Tahiti ein. Sie ankerten in der Hitiaʻa-Lagune zwischen den kleinen Inselchen Oputotara und Variararu. Bougainville nahm Tahiti formell als „Île de la Nouvelle Cythère“ (Neu-Kythira) für den französischen König in Besitz. Nach einem kurzen Aufenthalt verließen sie am 15. April in Begleitung von Ahutoru († 1771) Tahiti.
Bougainville erforschte weitere pazifische Inseln, so die Neuen Hebriden, die Louisiaden und die Salomonen. Fast hätte Bougainville die Ostküste Australiens entdeckt, wandte sich aber östlich des Großen Barriereriffs nach Nordnordosten. Im September 1768 erreichte er die Molukken und kehrte schließlich über Batavia im März 1769 nach Saint-Malo zurück. Trotz der entbehrungsreichen Fahrt verlor er auf der Boudeuse nur sieben Seemänner.

### Weitere Dienste für Frankreich

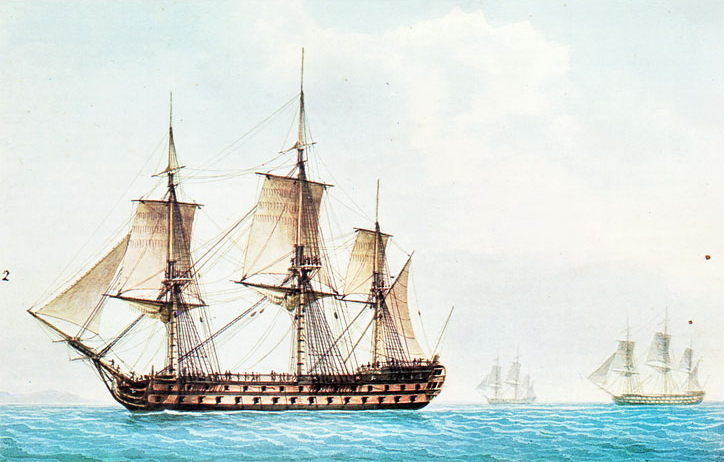
Im Dezember 1776 wurde Bougainville das Kommando über das Kriegsschiff Bien-aimé übertragen

Im Januar 1770 wurde Bougainville, rückwirkend zum 13. Juni 1763, zum Seekapitän ernannt. Sein Onkel Jean-Potentien Darboulin trat von seinem Posten als Secrétaire de la Chambre et du Cabinet du Roi zurück und schlug seinen Neffen als seinen Nachfolger vor. Der König akzeptierte den Vorschlag am 18. April 1772. 1772 entwickelte Bougainville einen Plan für eine Expedition in die Arktis, der jedoch als zu kostspielig abgelehnt wurde.
Er kämpfte von 1779 bis 1782 als Chef d’escadre und Kommandeur mehrerer Linienschiffe gegen die Briten in den Kämpfen der Amerikanischen Revolution. Unter anderem befehligte er die erste Schwadron der französischen Flotte in der siegreichen Seeschlacht vor der Chesapeake Bay (5. September 1781) gegen die britische Flotte. Für die Niederlage in der Seeschlacht von Les Saintes (12. April 1782) machte man aber vor allem ihn verantwortlich, ein Kriegsgericht beschränkte sich jedoch auf einen öffentlichen Tadel.
Nach der Französischen Revolution bot man ihm 1791 das neugeschaffene Marineministerium und 1792 einen Vizeadmiralsposten an, Bougainville lehnte jedoch ab. Er ließ sich auf einem Besitz in der Normandie nieder. Den blutigen Terror, La Terreur überlebte er (1794 inhaftiert) trotz bekannt königstreuer Haltung nur durch den Sturz Robespierres am 28. Juli unversehrt. 1795 gehörte er zu den ersten zehn Mitgliedern des Bureau des Longitudes. Die Ägyptische Expedition von 1798 bereitete er mit vor. 1801 mahnte er in einer Denkschrift an Napoleon zur erneuten Besetzung der Falklandinseln.
Am 25. Januar 1781 heiratete er Marie Joséphine Flore de Longchamps Montendre († 1806), das Paar hatte vier Kinder, darunter Hyacinthe de Bougainville.
1809 war er in seiner letzten offiziellen Aufgabe Kriegsratsvorsitzender zur Untersuchung der Niederlage Frankreichs in der Schlacht von Trafalgar.
Bougainvilles Herz ruht auf dem Pfarrfriedhof der Kirche St-Pierre de Montmartre (Cimetière du Calvaire), der übrige Körper wurde in das Panthéon überführt.

## Ehrungen
Am 8. Januar 1756 wurde Bougainville als Mitglied („Fellow“) in die Royal Society gewählt. Vorgeschlagen wurde er am 9. April 1755 unter anderem von Alexis-Claude Clairaut und Jean-Baptiste le Rond d’Alembert. Seit 1789 war er Mitglied der Académie des sciences.
Am 18. Februar 1759 wurde Bougainville zum Chevalier des Saint-Louis-Ordens ernannt. 1784 wurde er in die Society of the Cincinnati aufgenommen.
Napoleon verlieh ihm mehrere hohe Auszeichnungen: 1799 ernannte er ihn zum Senator, am 15. Juli 1804 zum „Grand Officier“ (Großoffizier) der Ehrenlegion und 1808 zum „Comte d’Empire“ (Grafen des Kaiserreiches).
Antoine-Laurent de Jussieu benannte 1789 die Gattung Bougainvillea aus der Familie der Wunderblumengewächse (Nyctaginaceae) nach Bougainville. Dabei verwendete er die latinisierte Form „Buginvillaea“ und schrieb den Gattungsnamen Philibert Commerson zu. René Primevère Lesson benannte 1830 ihm zu Ehren die Gattung Bougainvillia der Nesseltiere (Cnidaria), die Typusgattung der Familie Bougainvilliidae ist.
Neben der größten Insel des Salomonenarchipels Bougainville, die politisch zu Papua-Neuguinea gehört, tragen auch ein Seegebiet vor Neuguinea, ein Tiefseegraben und das Korallenriff „Bougainville Reef“ vor Nordost-Australien den Namen Bougainvilles. Auf den Falklandinseln sind das Cape Bougainville und Port Louis nach ihm benannt.
Am 14. Juli 1909 wurde in Papeete ein Denkmal zu Ehren Bougainvilles eingeweiht, das von der Société de Géographie auf Anregung von Firmin-André Salles (1860–1929) in Auftrag gegeben worden war. An der Spitze befindet sich eine von Antide-Marie Péchiné geschaffene Bronzebüste Bougainvilles. Am 6. April 1968 wurde das Denkmal im Parc Bougainville neu aufgestellt. Am 6. April 1968, dem zweihundertsten Jahrestag der Ankunft Bougainvilles auf Tahiti, wurde in Hitiaʻa, einem Ort der Gemeinde Hitia’a O Te Ra, durch Jean Sicurani (1915–1977), Gouverneur von Französisch-Polynesien, eine Stele zu dessen Ehren eingeweiht.

## Rezeption

### Reiseberichte, Tagebücher und Logbücher
Der Benediktiner Antoine-Joseph Pernety (1716–1801), Schiffskaplan und Naturforscher an Bord der  Aigle, veröffentlichte 1769 in Berlin einen zweibändigen Reisebericht Journal historique d’un voyage fait aux îles Malouines en 1763 et 1764 über die erste Etablierung der Kolonie auf den „Îles Malouines“. Ein Jahr später folgte eine deutlich erweiterte Ausgabe, die in Paris erschien. 1771 erschien eine Übersetzung ins Englische. Eine zweite Auflage folgte 1773.
1771 erschien Bougainvilles Reisebericht Voyage autour du monde par la frégate du roi La Boudeuse et la flûte L'Étoile. Ein Jahr später erschien eine zweibändige Ausgabe im Oktavformat. Johann Reinhold Forster übersetzte den Reisebericht 1772 ins Englische. Im gleichen Jahr erschien die erste deutsche Übersetzung. 1921 folgte eine Übersetzung ins Spanische.
Pierre Margry (1818–1894) veröffentlichte 1867 Bougainvilles Aufzeichnungen unter dem Titel Mémoire sur l’état de la Nouvelle-France à l’époque de la guerre de Sept Ans über seinen Einsatz in Neufrankreich. Ein Neuabdruck wurde 1923/1924 durch Amédée-Edmond Gosselin (1863–1941) herausgegeben.
1964 veröffentlichte Jean-Étienne Martin-Allanic (1886–1968) sein zweibändiges Werk Bougainville navigateur et les découvertes de son temps. Étienne Taillemite (1924–2011) veröffentlichte 1977 die im Pariser Archives nationales (Nationalarchiv) aufbewahrten Logbücher Bougainvilles sowie die seiner Begleiter. John Dunmore (1923–2023) gab 2002 eine englische Übersetzung heraus.

### Diderots „Supplement“
Friedrich Melchior Grimm, damals federführend für die Correspondance littéraire, philosophique et critique verantwortlich, bat Denis Diderot, eine Buchbesprechung für den Bougainvilleschen Reisebericht zu verfassen. Diderot entsprach diesem Wunsch; er weitete die Buchbesprechung von 1771 zu einem Essay aus, Supplément au voyage de Bougainville (1796), in dem er die von Bougainville berichtete freundliche und offene Kultur der Polynesier einschließlich ihrer sexuellen Freizügigkeit betonte und als positives Beispiel der in seinen Augen schädlichen christlichen Moral Europas entgegenstellte. Diderot nutzte Bougainvilles Beobachtungen als Beleg für seine These, dass es den Menschen möglich sei, glücklich zu leben, wenn ihre Gesellschaft nach den Gesetzen der Natur ausgerichtet sei.

## Schriften (Auswahl)

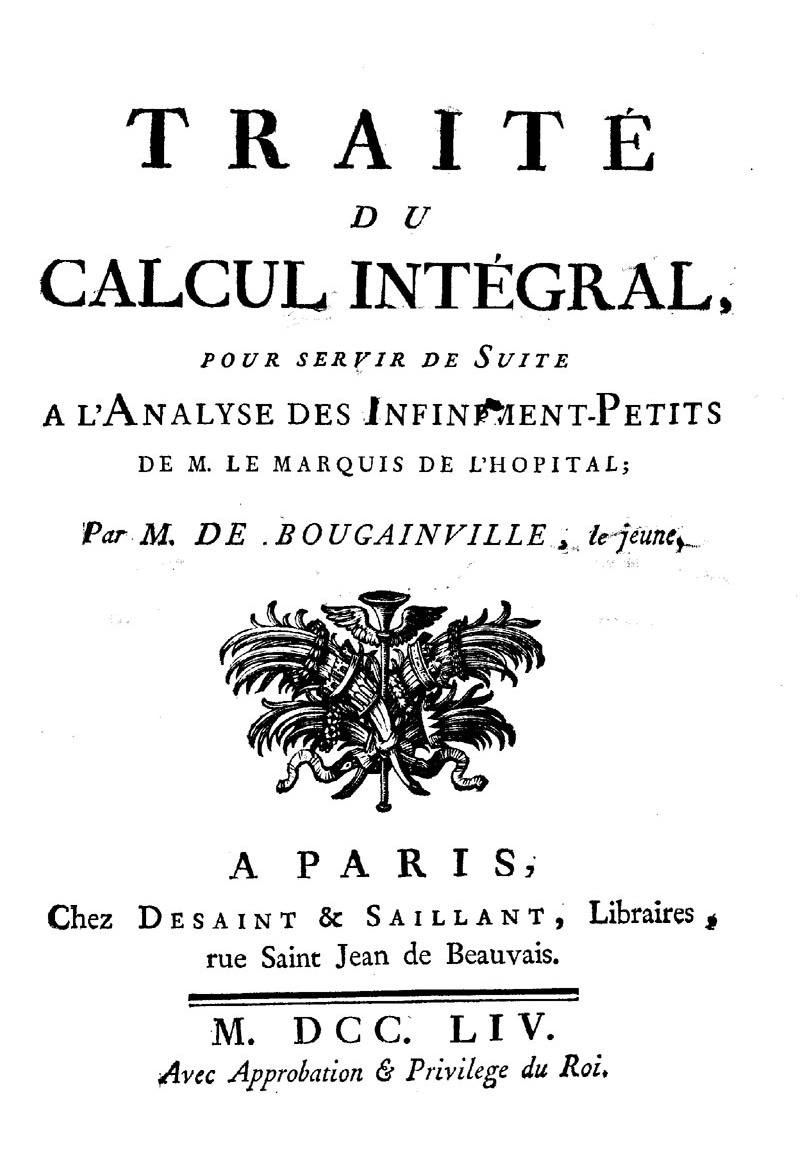
Traité du calcul intégral, Teil 1, 1754

- Traité du calcul intégral, pour servir de suite à l’Analyse des infiniments petits de M. le marquis de l’Hôpital. 2 Bände, Desaint & Saillant, Paris 1754–1756 (Band 1, Band 2).
- Voyage autour du monde par la frégate du Roi La Boudeuse et la flute l’Etoile en 1766, 1767, 1768, et 1769.
  - Saillant & Nyon, Paris 1771 (Digitalisat, Digitalisat).
  - 2 Bände, 8°, Saillant & Nyon, Paris 1772 (Band 1, Band 2).
  - A voyage round the world. Performed by order of His Most Christian Majesty, in the years 1766, 1767, 1768, and 1769. By Lewis de Bougainville, Colonel of Foot, and Commodore of the Expedition, in the Frigate La Boudeuse, and the Store-Ship L’Etoile. London 1772 (Digitalisat) – übersetzt durch Johann Reinhold Forster.
  - Reise um die Welt, welche mit der Fregatte la Boudeuse in den Jahren 1766, 1767, 1768 und 1769 gemacht worden. Caspar Fritsch, Leipzig 1772 (Digitalisat).
  - Viaje alrededor del mundo por la fragata del Rey La „Boudeuse“ y la fusta la „Estrella“ en 1767, 1768 y 1769. 2 Bände, Calpe, Madrid 1921 – übersetzt durch Josefina Gallego de Dantín.

Zeitschriftenbeiträge
- Essai historique sur les navigations anciennes et modernes dans les hautes latitudes septentrionales. In: Mémoires de la classe des sciences morales et politiques. Band 3, 1801, II. Klasse, S. 40–60 (Digitalisat).
- Notice historique sur les sauvages de l'Amérique septentrionale. In: Mémoires de la classe des sciences morales et politiques. Band 3, 1801, II. Klasse, S. 322–346 (Digitalisat).

Sonstige
- Mémoire sur l’état de la Nouvelle-France à l’époque de la guerre de Sept Ans (1757). In: Pierre Margry (Hrsg.) Relations et mémoires inédits pour servir à l’histoire de la France dans les pays d’outre-mer. Paris 1867, S. 37–84 (Digitalisat, Reprint),

Neuere deutsche Übersetzungen
- Reise um die Welt. Über Südamerika und durch den Pazifik zurück nach Frankreich, 1766–1769. Herausgegeben und übersetzt von L. M. Hoffmann. Mit 25 zeitgenössischen Abbildungen und Karten. Edition Erdmann/Marix-Verlag, Wiesbaden 2010, ISBN 978-3-86539-816-1 [vollst. aus dem Frz. übertragen nach den Ausgaben Neuchâtel 1772 und Lille 1889]
- Reise um die Welt. Durch die Inselwelt des Pazifik 1766–1769. Herausgegeben von Detlef Brennecke. Erdmann, Stuttgart u. a. 2002, ISBN 3-522-60042-8, (Alte abenteuerliche Reiseberichte).
- Reise um die Welt, welche mit der Fregatte La Boudeuse und dem Fleutschiff L'Etoile in den Jahren 1766, 1767, 1768 und 1769 gemacht worden. Rütten und Loening, Berlin 1977.